# Quixelô
Quixelô is een gemeente in de Braziliaanse deelstaat Ceará. De gemeente telt 16.272 inwoners (schatting 2009).
De gemeente grenst aan Acopiara, Solonópole, Orós, Iguatu, Acopiara en Iguatu.